# هوتشنهاوزن
هوتشنهاوزن (به آلمانی: Hütschenhausen) یک شهر در آلمان است که در Landkreis Kaiserslautern واقع شده‌است. هوتشنهاوزن ۳٬۸۶۰ نفر جمعیت دارد.